# باز دوزير
باز دوزير (بالإنجليزية: Buzz Dozier)‏ هو لاعب كرة قاعدة أمريكي، ولد في 31 أغسطس 1928 في واكو في الولايات المتحدة، وتوفي بنفس المكان في 24 نوفمبر 2005.

## وصلات خارجية
- باز دوزير على موقعبيزبول رفرنس.كوم (الدوري الرئيسي) (الإنجليزية)
- باز دوزير على موقعبيزبول رفرنس.كوم (الدوري الثانوي) (الإنجليزية)